# Heights
Heights (Mentiras en Nueva York en Hispanoamérica y En la cumbre en España), es una película de Merchant Ivory Productions del 2004. Que sigue las veinticuatro horas del día, las vidas interconectadas de cinco neoyorquinos. Está protagonizada por Elizabeth Banks como Isabel, una fotógrafa, James Marsden como Jonathan, un abogado judío y el novio de Isabel, Glenn Close como Diana, la madre de Isabel, Jesse Bradford como Alec, un actor, y John Light como Peter, un periodista.

## Argumento
Diana es una legendaria actriz y productora que se siente atraída por Alec, un joven actor que vive en el mismo edificio que su hija Isabel, una fotógrafa ocupada a punto de casarse con Jonathan, un temperamental abogado judío, que intenta evadir a Peter, un periodista británico asignado a entrevistar e investigar a los famosos amores pasados de William, investigación que hará cambiar la vida de los cinco.

## Elenco
- Glenn Close - Diana Lee
- Elizabeth Banks - Isabel Lee
- James Marsden - Jonathan Kestler
- Jesse Bradford - Alec Lochka
- John Light - Peter Cole
- Rufus Wainwright - Jeremy
- Eric Bogosian - Henry
- George Segal - Rabbi Mendel
- Andrew Howard - Ian
- Isabella Rossellini - Liz
- Matthew Davis - Mark
- Michael Murphy - Jesse
- Chandler Williams - Juliard Macbeth
- Bess Wohl - Juilliard Lady Macbeth